# ۱۲۴۵ (قمری)
۱۲۴۵ (قمری)، هزار و دویست و چهل و پنجمین سال در گاهشماری هجری قمری است. اول محرم این سال برابر با سوم ژوئیه سال ۱۸۲۹ میلادی است.

## زادگان
- زین‌العابدین شهشهانی، فقیه متبحر در علوم قرآنی و از اساتید فن قرائت و تجوید

## وابسته
- میرزا محمدرضا کلهر